# EMD DDM45形ディーゼル機関車
EMD DDM45は、1970年から1976年の間にアメリカ合衆国のGM-EMDがブラジルの鉄道会社向けに製造した、狭軌仕様の電気式ディーゼル機関車である。

## 解説
ブラジルのリオドセ傘下のビトリア・ミナス鉄道（Estrada de Ferro Vitória-Minas、略称EFVM）が発注したメーターゲージ（1000mm軌間）・8動軸の機関車で、当時のGM-EMDのラインナップで最大出力のSD45（3600馬力）の派生機にあたる。機関はSD45と同様の出力3,600馬力、回転数900rpmのV型20気筒ディーゼルエンジン1基を搭載する。
ベースとなったSD45は電気式ディーゼル機関車であるためモーターで動輪を駆動しているが、通常の電気駆動の車両に見られる車軸の間にモーターを置く方式では軌間が狭くなるとモーターを置ける幅も狭くなるため、SD75のモーターをそのまま使用することができず、また小型のモーターを元の位置につけただけでは出力が低下するためモーターの数を6つから8つに増やすことで対処し、1台車あたり4動軸、車軸配置D-Dとした。形式名のDDはこれを表し、45はシリーズ名を、Mはメーターゲージ（軌間1000mm）を表す。

## 所有者
| オーダー番号         | 製造年月          | 製造番号             | ロードナンバー | 両数 |
| -------------------- | ----------------- | -------------------- | -------------- | ---- |
| 711197-711208        | 1970年2月 - 3月   | 34671-34682          | 801-812        | 12   |
| 711441-711448        | 1970年3月 - 4月   | 36303-36310          | 813-820        | 8    |
| 711871-711880        | 1971年3月         | 37278-37287          | 821-830        | 10   |
| 712613-712621        | 1973年3月 - 4月   | 712613-712621        | 831-839        | 9    |
| 713096-713119        | 1974年1月 - 4月   | 713096-713119        | 840-863        | 24   |
| 713726-713735        | 1975年10月 - 12月 | 713726-713735        | 864-873        | 10   |
| 748027-1 - 748027-10 | 1976年1月 - 3月   | 748027-1 - 748027-10 | 874-883        | 10   |